# New Mexico Chiles
O New Mexico Chiles foi um clube americano  de futebol fundado em 1990 que competia na American Professional Soccer League. Em 1991, a equipe se fundiu com o Novo México Roadrunners e mudou-se para a USISL até sua desativação em 1996.

## História
Em 1986, a equipe semi-profissional Albuquerque Outlaws entraram na recém-criada Southwest Indoor Soccer League. Em 1987, o time se tornou o Albuquerque Gunners . Em 1989, o SISL e os Gunners começaram a jogar tanto no verão ao ar livre como no inverno no interior. A equipe foi rebatizada de New Mexico Roadrunners para a temporada interna de 1990/91.
Em 1990, o New Mexico Chiles foi estabelecido como uma franquia de expansão na American Professional Soccer League. Após a temporada, a equipe foi dissolvida. Jogadores e organizadores então se fundiram com os Roadrunners do Novo México. A nova equipe assumiu o nome e o logotipo Chiles e competiu na USISL até o fechamento em 1996.
O legado do futebol profissional em Albuquerque e no Novo México seria revivido com o nascimento dos Albuquerque Geckos, que jogariam na USL D-3 Pro League em 1997, vencendo o campeonato e subindo para a USL A-League de 1998–1999.